# Kazán
Kazán (en ruso: Казань, en tártaro: Казан) es la capital y ciudad más poblada de la República de Tartaristán, en Rusia.
La ciudad se encuentra a orillas del río Volga, en la confluencia del río Kazanka. Es la octava ciudad más poblada de Rusia, con una población en su área metropolitana de 1,57 millones de habitantes.

## Historia
Se cree que la ciudad fue fundada por los búlgaros del Volga en 1005 como un fuerte fronterizo en el norte. En 1438 fue capturada por la Horda de Oro y se creó el Kanato de Kazán. Una serie de guerras con el Principado de Moscú llevó finalmente a la toma de Kazán por las tropas de Iván el Terrible en 1552, seguido de la destrucción de gran parte de la ciudad y la reubicación de los tártaros en las orillas pantanosas del lago Kabán. Kazán sufrió numerosos incendios graves y tras uno de ellos, en 1579, se descubrió el icono de Nuestra Señora de Kazán.
El nombre proviene de una historia que se cuenta sobre un brujo, que aconsejó a los búlgaros que vivían en esa zona que fundaran una ciudad allí donde se pudiera hervir agua en una cazuela, aunque sin usar fuego. De allí su nombre, “Kazán” que significa cazuela en lengua tártara.
Kazán es uno de los principales centros económicos, políticos, científicos, educativos, culturales y deportivos del país. El «Complejo histórico y arquitectónico del Kremlin de Kazán» está incluido por la Unesco dentro del Patrimonio de la Humanidad desde 2000.
La ciudad disfruta de una multietnicidad famosa por la convivencia entre musulmanes y cristianos, que es también reconocida por la Unesco, lo que se refleja en una variada riqueza arquitectónica propia de cada confesión, como la mezquita Qul Sharif, una de las mezquitas más grandes de Europa.
Desde abril de 2009 lleva legalmente el título de "Tercera Capital de Rusia".
Hay una larga disputa sobre si Kazán fue fundada por los búlgaros del Volga en la Alta Edad Media, o por los tártaros de la Horda de Oro a mediados del siglo XV, pues los registros escritos antes del último período son escasos. Si había una ciudad búlgara en el sitio, las estimaciones de la fecha de su fundación parten de principios del siglo XI a finales del siglo XIII.
Fue un puesto fronterizo entre la Bulgaria del Volga y dos tribus finesas, los maris y los udmurtos.
Otra cuestión compleja es dónde fue construida originalmente la ciudadela. Las exploraciones arqueológicas han producido evidencias de asentamientos urbanos en tres partes de la ciudad moderna:
- en el Kremlin de Kazán,
- en Bişbalta (en el sitio del actual monasterio de Zilantaw) y
- cerca del lago Kabán.[6] La más antigua de ellas parece ser el Kremlin.

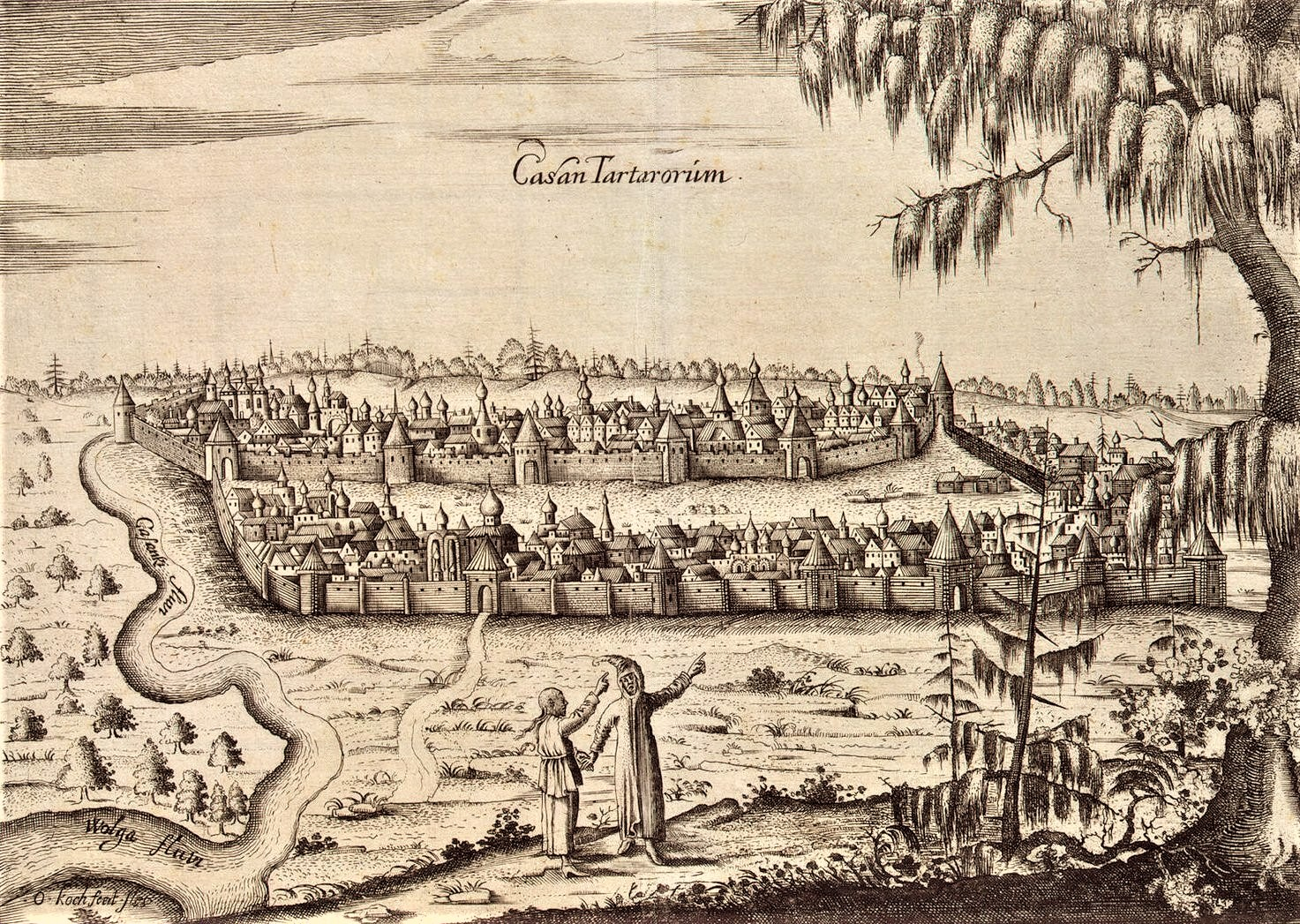
Vista de la ciudad de Kazán, en 1630.

Si Kazán existía ya en los siglos XI y XII, podría haber sido una parada en una ruta comercial del Volga desde Escandinavia a Bagdad. Fue un centro comercial y, posiblemente, una ciudad importante para los colonos bulgur en la región de Kazán, aunque su capital se encontraba más al sur, en la ciudad de Bolğar.[cita requerida]
Después de que los mongoles devastaran las zonas de Bolğar y Bilär en el siglo XIII, ya fuesen los búlgaros que sobrevivieron fueron recuperando en número y fueron asimilados por un pequeño número de kipcháks de los que adoptaron su lengua (una posición conocida como bulgarismo), o kipcháks y búlgaros entremezclados con crear la moderna población tártara de Kazán.
Kazán se convirtió en centro de un ducado, que era una dependencia de la Horda de Oro.
Dos siglos más tarde, en la década de 1430, los descendientes kipchak de Genghis Khan, como Ghiaseddin de Kazán, usurparon el poder de su dinastía Bolğar. Algunos tártaros también fueron a Lituania, llevados por Vytautas el Grande.
En 1438, después de la destrucción de la Horda de Oro, Kazán se convirtió en la capital del poderoso Kanato de Kazán. El bazar de la ciudad, Taş Ayaq (‘pierna de piedra’) se convirtió en el centro comercial más importante de la región, especialmente para muebles. La manufactura local y la artesanía también prosperó, ya que la ciudad ganó una reputación por sus productos de cuero y oro, así como para la opulencia de sus palacios y mezquitas. La ciudadela y el canal Bolaq fueron reconstruidos, dando a la ciudad una fuerte capacidad defensiva. Los rusos lograron ocupar la ciudad brevemente varias veces.

### Periodo zarista

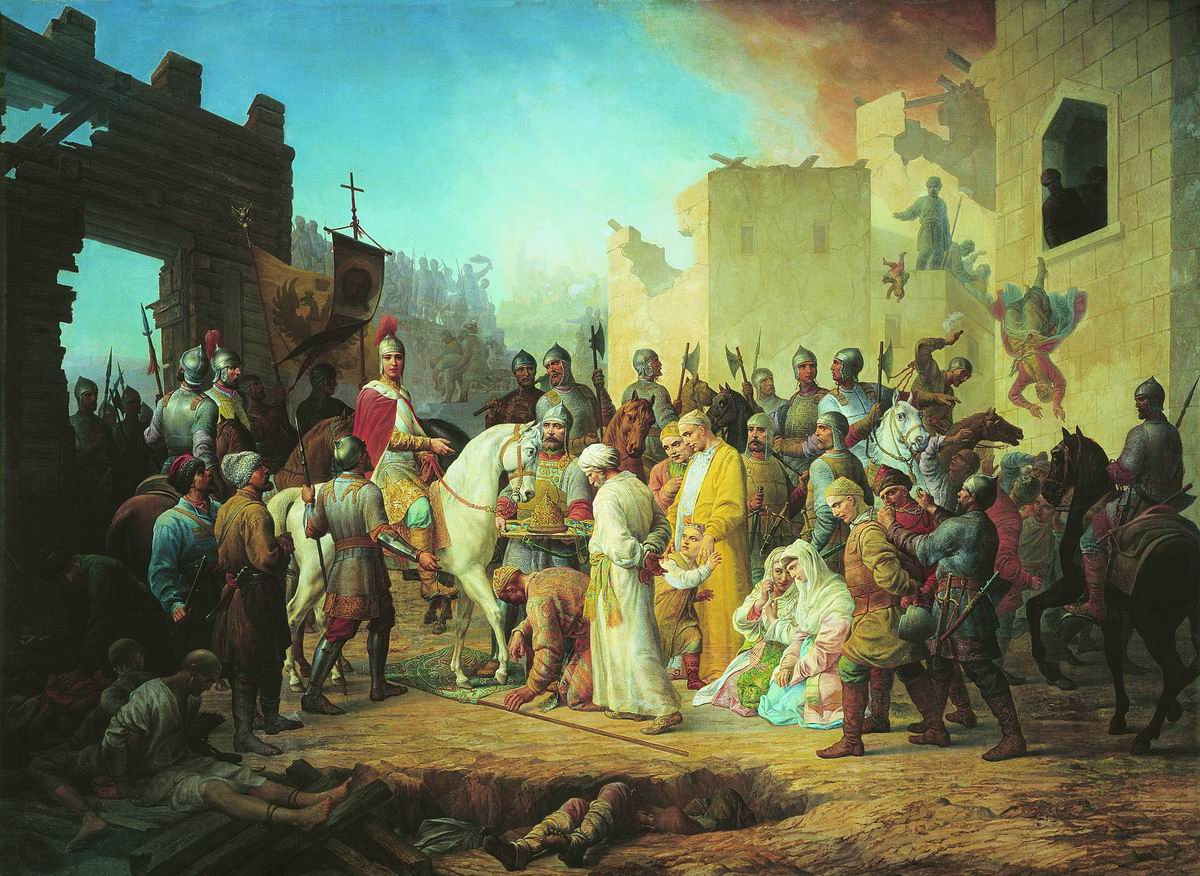
Iván el Terrible entra en Kazán, por Piotr Shamshin.

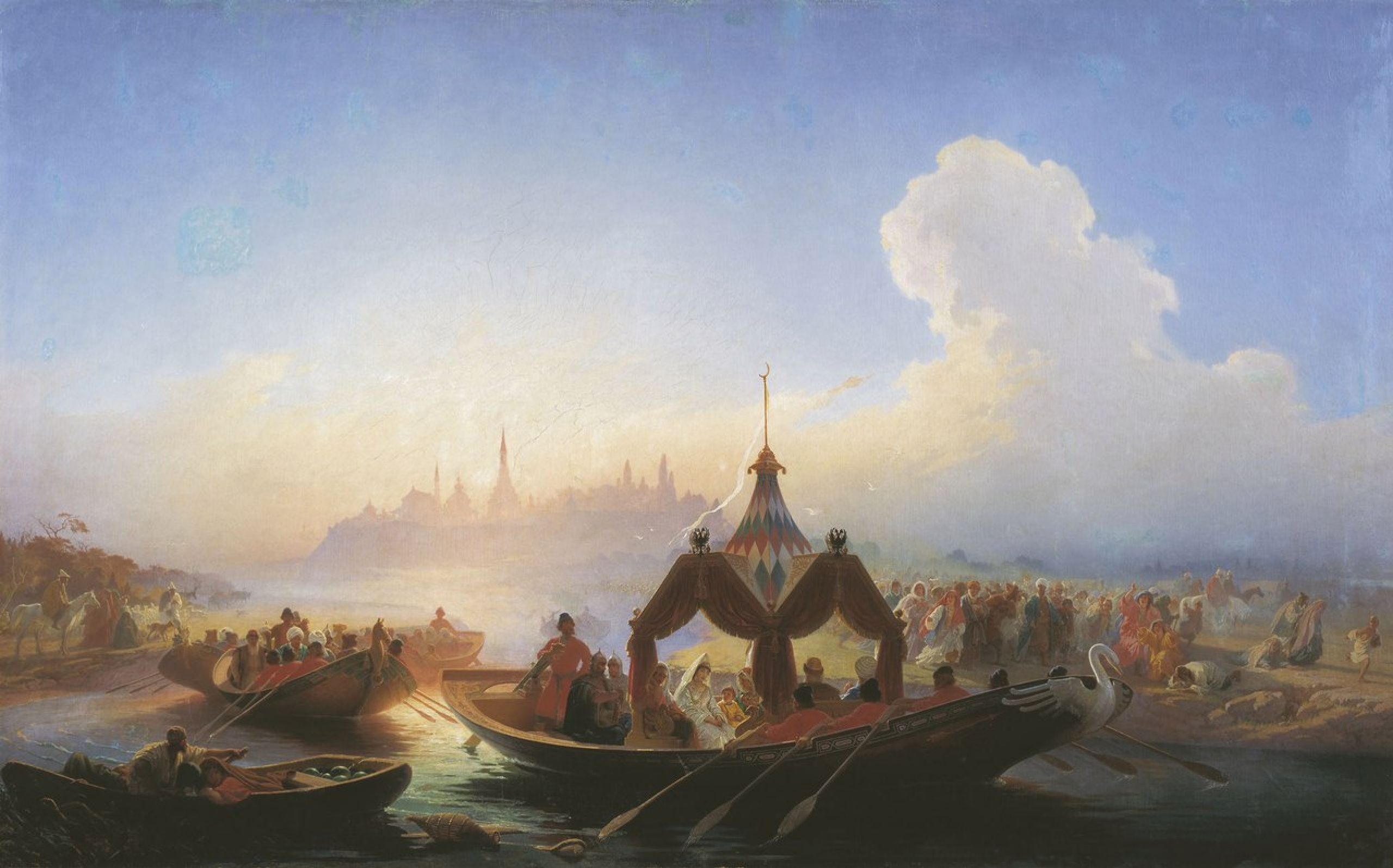
La capturada princesa Söyembikä abandona Kazán, por Vasili Judyakov.

Tras varias guerras ruso-kazanesas, en 1552 la ciudad fue conquistada por Iván el Terrible, quien masacró a la mayoría de la población, y el kanato pasó a formar parte del zarato ruso.
Según una antigua leyenda, en 1552, antes de la invasión rusa, los tártaros ricos escondieron su oro en el lago Kabán.
Durante la gobernación subsiguiente de Aleksandr Gorbaty-Shuiski, la mayoría de los residentes tártaros del Kanato murieron o fueron cristianizados a la fuerza, los tártaros kriashen.
Las mezquitas y palacios fueron derrumbados. La población tártara que sobrevivió fue trasladada a un lugar a 50 kilómetros de la ciudad y este lugar fue habitado a la fuerza por agricultores y soldados rusos. Los tártaros serviles de Rusia se establecieron en el asentamiento tártaro de Bistäse cerca de la muralla de la ciudad. Más tarde, los comerciantes y los tártaros maestros artesanos también se establecieron allí.
Durante este período, Kazán fue destruida en gran parte como resultado de varios grandes incendios. Después de uno de ellos en 1579, el icono de Nuestra Señora de Kazán fue descubierto en la ciudad.
A principios del siglo XVII, en el comienzo de la Época de la Inestabilidad en Rusia, el kanato de Kazán declaró la independencia con la ayuda de la población rusa, pero esta independencia fue reprimida violentamente por Kuzmá Minin en 1612.

### Imperio ruso
En 1708, el Kanato de Kazán fue abolido y se convirtió en la capital de la gobernación de Kazán.
Después de la visita de Pedro el Grande, la ciudad se convirtió en un importante centro de construcción naval para la flotilla del Caspio.
El notable poeta ruso Gavrila Derzhavin nació en Kazán en 1743, hijo de un pobre escudero de ascendencia tártara aunque se forjó una fuerte identidad rusa.
Kazán fue destruida en gran parte en 1774 como consecuencia de la revuelta de Pugachov (1774-1776), un levantamiento de las tropas fronterizas y campesinos dirigido por el atamán cosaco del Don (capitán) Yemelián Pugachov, pero la ciudad, anteriormente en gran medida construida en madera, fue pronto posteriormente reconstruida, utilizando piedra y de acuerdo con un plan de patrón de rejilla, durante el reinado de Catalina la Grande. Catalina también decretó que las mezquitas de nuevo podrían construirse en Kazán. La primera en levantarse fue la mezquita Märcani (dedicada a Şihabetdin Märcani).
A principios del siglo XIX, la Universidad de Kazán y la imprenta fueron dos hitos fundados por Alejandro I, por lo que Kazán se convirtió en un importante centro de estudios orientales en Rusia.
El Corán fue impreso por primera vez en Kazán en 1801.
La ciudad se convirtió en un centro industrial y los campesinos emigraron allí para unirse a su fuerza de trabajo industrial. En 1875, apareció el primer tranvía de tracción animal y en 1899 se produjo la instalación del primer tranvía moderno.
Después de la Revolución rusa de 1905, a los tártaros se les permitió revivir Kazán como centro cultural tártaro. El primer teatro tártaro y el primer periódico tártaro aparecieron en esa época.

### Era soviética y modernidad

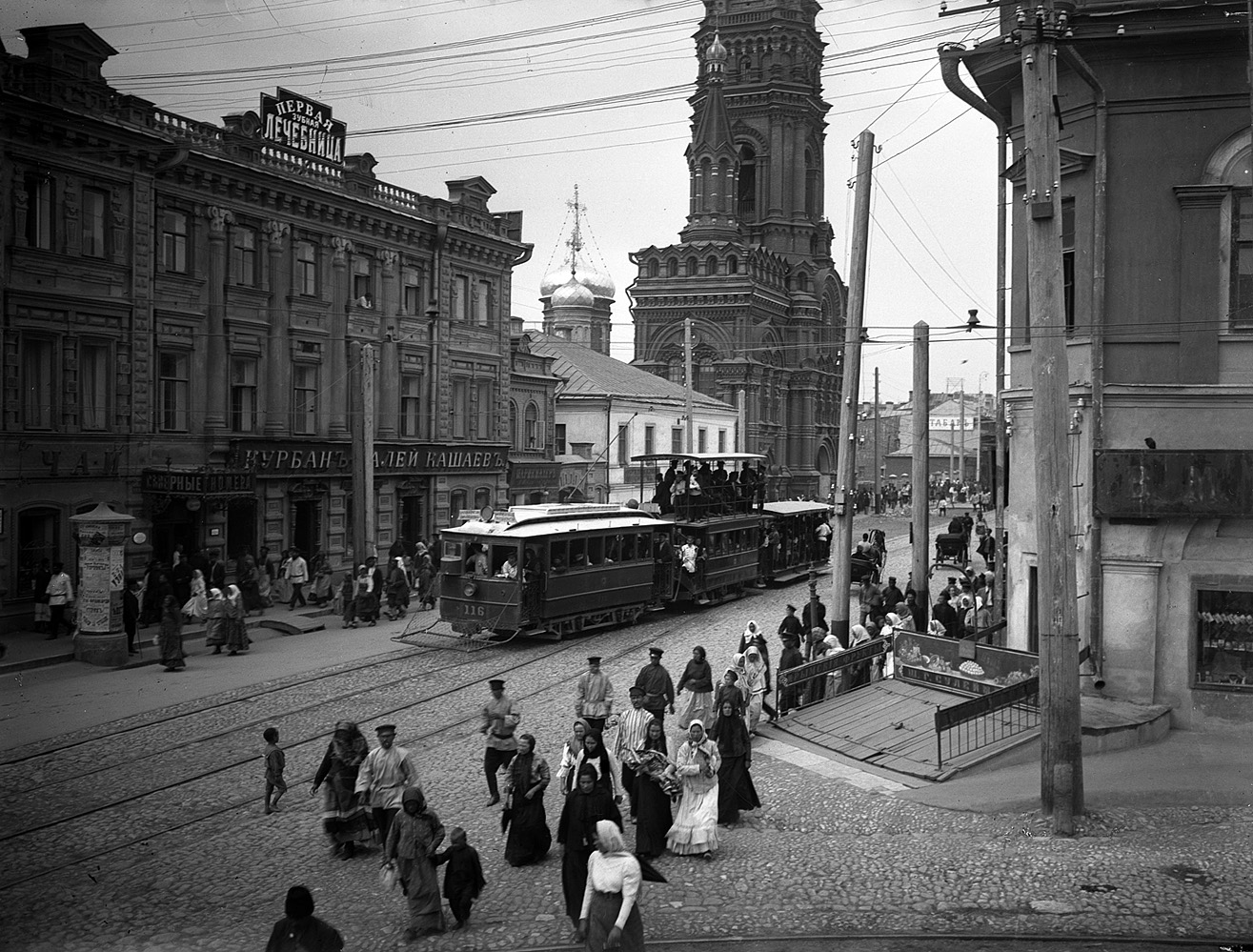
Calle Bolshaya Prolómnaya durante la década de 1910.

En 1917, Kazán se convirtió uno de los centros de la revolución.
En 1918, Kazán fue la capital del Estado Idel-Ural, que fue suprimida por el gobierno bolchevique.
En la Operación de Kazán del mes de agosto de 1918, fue ocupada brevemente por la Legión Checoslovaca.
En 1919, pasó a ser durante sólo un año la capital de la República Socialista Soviética de Tartaro-Bashkiria. A partir de 1920, fue la capital de la República Socialista Soviética Autónoma Tártara.
Durante la Segunda Guerra Mundial (1939-1945), muchas plantas industriales y fábricas hacia el oeste fueron reubicados en Kazán, haciendo de la ciudad un centro de la industria militar, la producción de tanques y aviones.
Después de la guerra, Kazán se consolidó como centro industrial y científico en la Unión Soviética. En 1979, la población de la ciudad alcanzó un millón.
A finales de 1980 y en la década de 1990, tras la disolución de la Unión Soviética, Kazán de nuevo se convirtió en el centro de la cultura y la identidad tártara y se intensificaron las tendencias separatistas.
Con el regreso del capitalismo, Kazán se convirtió en uno de los centros más importantes de la Federación de Rusia. La ciudad pasó del 10.º al 8.º lugar en la clasificación de población de las ciudades rusas.
En 2005, dentro de las celebraciones por el milenario de la ciudad, fue inaugurado el metro de Kazán.
A finales de la década de 2000, la ciudad se ganó el derecho a organizar tanto la Universiada de 2013 y fue elegida como una de las sedes de la Copa Mundial de Fútbol de 2018.

## Geografía y clima
Kazán se encuentra en la margen izquierda del río Volga, en la confluencia del Kazanka. Debido a su ubicación geográfica, Kazán ha sido un intermediario comercial entre Oriente y Occidente. La ciudad tiene hora estándar del este, zona horaria UTC+3.

### Mapas

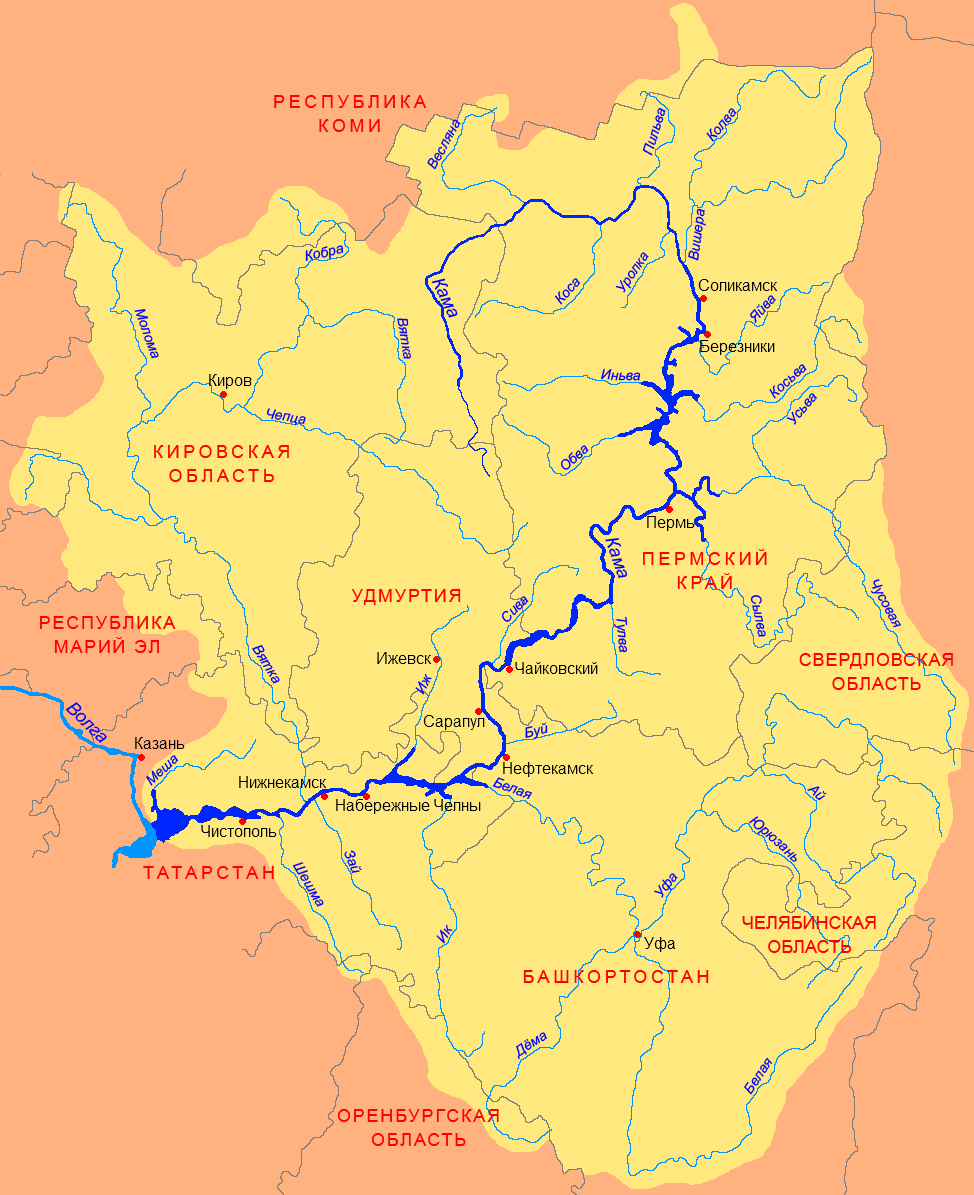
Kazán (Казань) en un mapa del río Kama
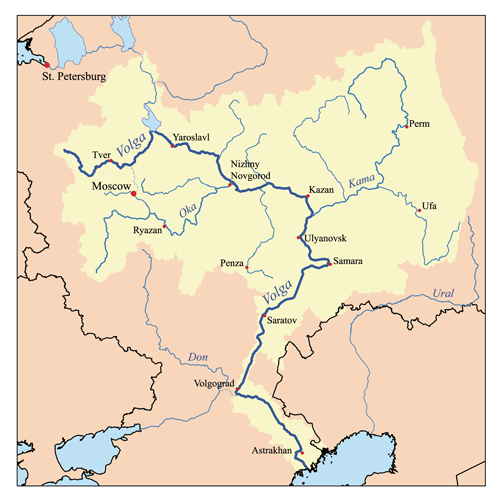
En un mapa del río Volga
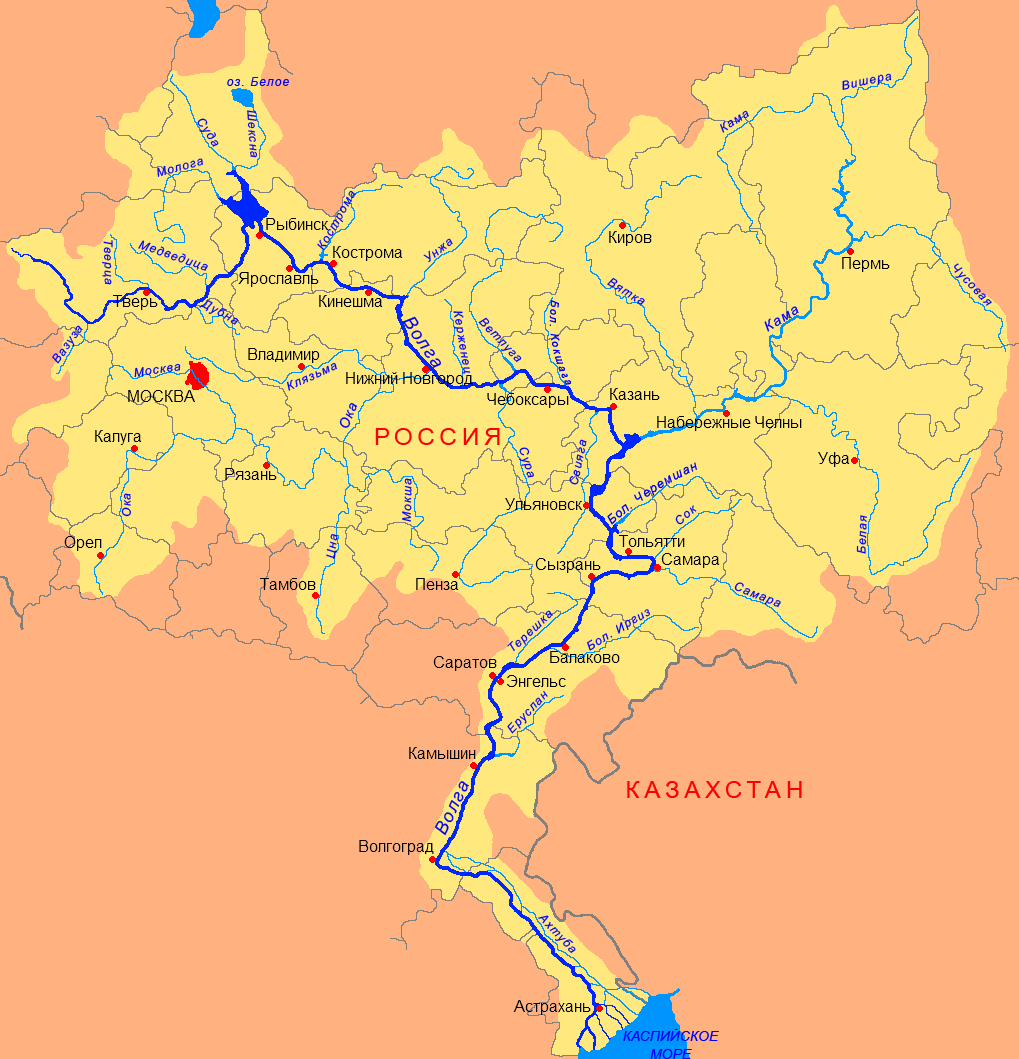
Mismo mapa en ruso
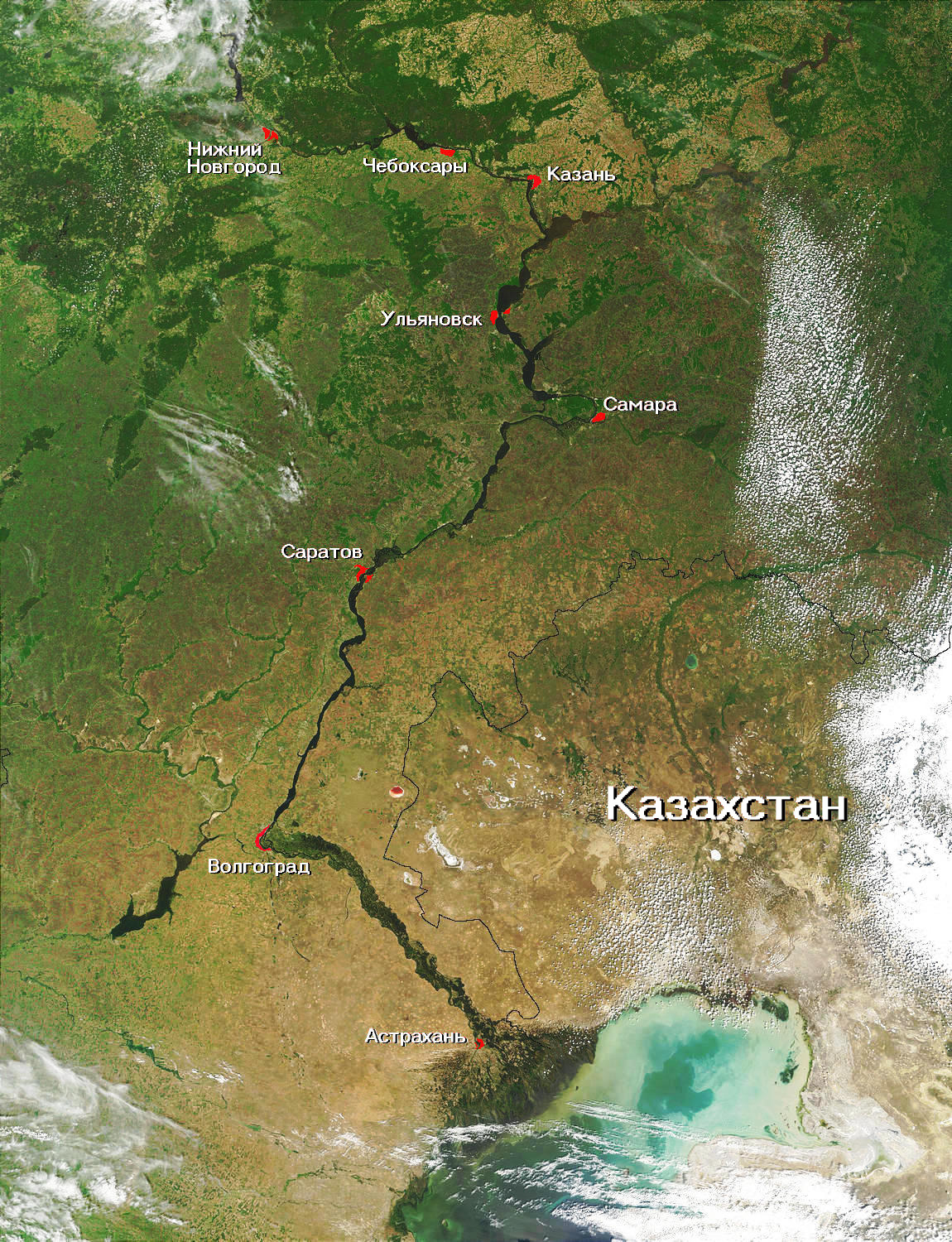
En una imagen satelital del Volga
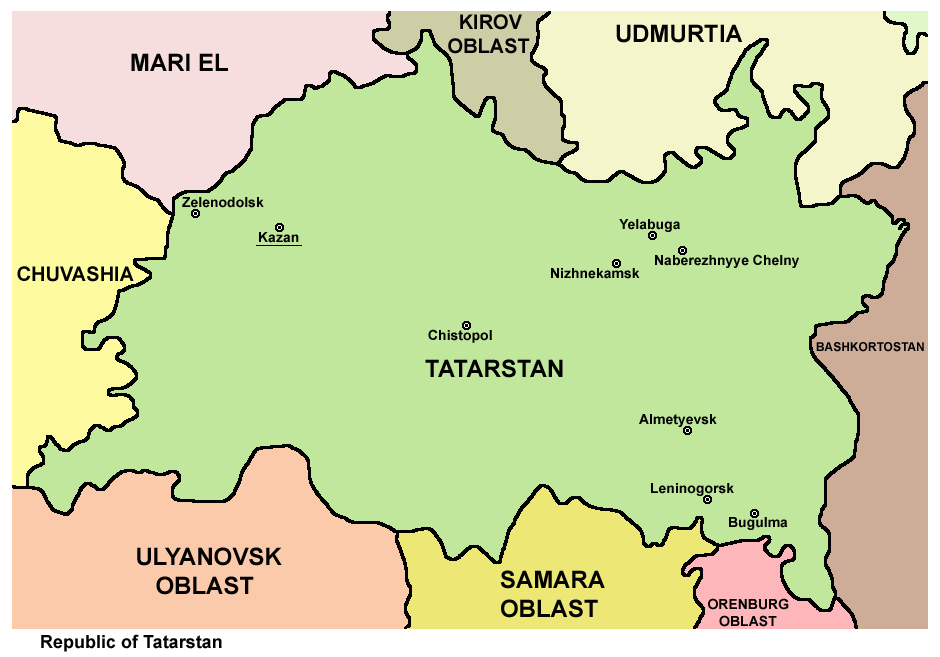
En Tartaristán
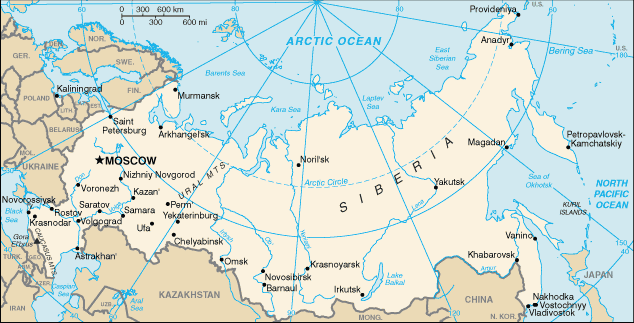
En un mapa de Rusia

El clima de Kazán es continental húmedo (clasificación climática de Köppen Dfb), con veranos cálidos e inviernos fríos, pero sin temperaturas extremas durante el año. Los vientos más frecuentes son del sur y el oeste y las precipitaciones de nieve son habituales, especialmente entre febrero y marzo con 46 cm de media. El mes más nublado es noviembre, mientras que los más soleados son julio y agosto. En otoño y primavera destaca la niebla, que cuenta con 16 días al año. El día más caluroso tuvo lugar el 1 de agosto de 2010, cuando la temperatura alcanzó los 39 °C a la sombra. Por su parte, la temperatura más baja registrada en Kazán fue el 21 de enero de 1942, cuando los termómetros se desplomaron hasta los -46,8 °C.
El promedio anual de velocidad del viento es de 3,6 m/s y la humedad del aire es del 74%. La mayor parte de las precipitaciones se recogen desde junio a octubre. Durante el año, el número promedio de días con lluvias es de alrededor de 135 (de 2 días en febrero a 18 días en junio y septiembre). El mes más lluvioso fue junio de 1978, cuando cayeron 217 mm de precipitación, mientras que lo normal es 57 mm. Los meses más áridos fueron agosto de 1972, febrero de 1984 y octubre de 1987.
| Parámetros climáticos promedio de Kazán (normales 1991–2020, extremos 1812–presente) | Parámetros climáticos promedio de Kazán (normales 1991–2020, extremos 1812–presente) | Parámetros climáticos promedio de Kazán (normales 1991–2020, extremos 1812–presente) | Parámetros climáticos promedio de Kazán (normales 1991–2020, extremos 1812–presente) | Parámetros climáticos promedio de Kazán (normales 1991–2020, extremos 1812–presente) | Parámetros climáticos promedio de Kazán (normales 1991–2020, extremos 1812–presente) | Parámetros climáticos promedio de Kazán (normales 1991–2020, extremos 1812–presente) | Parámetros climáticos promedio de Kazán (normales 1991–2020, extremos 1812–presente) | Parámetros climáticos promedio de Kazán (normales 1991–2020, extremos 1812–presente) | Parámetros climáticos promedio de Kazán (normales 1991–2020, extremos 1812–presente) | Parámetros climáticos promedio de Kazán (normales 1991–2020, extremos 1812–presente) | Parámetros climáticos promedio de Kazán (normales 1991–2020, extremos 1812–presente) | Parámetros climáticos promedio de Kazán (normales 1991–2020, extremos 1812–presente) | Parámetros climáticos promedio de Kazán (normales 1991–2020, extremos 1812–presente) |
| Mes                                                                                  | Ene.                                                                                 | Feb.                                                                                 | Mar.                                                                                 | Abr.                                                                                 | May.                                                                                 | Jun.                                                                                 | Jul.                                                                                 | Ago.                                                                                 | Sep.                                                                                 | Oct.                                                                                 | Nov.                                                                                 | Dic.                                                                                 | Anual                                                                                |
| ------------------------------------------------------------------------------------ | ------------------------------------------------------------------------------------ | ------------------------------------------------------------------------------------ | ------------------------------------------------------------------------------------ | ------------------------------------------------------------------------------------ | ------------------------------------------------------------------------------------ | ------------------------------------------------------------------------------------ | ------------------------------------------------------------------------------------ | ------------------------------------------------------------------------------------ | ------------------------------------------------------------------------------------ | ------------------------------------------------------------------------------------ | ------------------------------------------------------------------------------------ | ------------------------------------------------------------------------------------ | ------------------------------------------------------------------------------------ |
| Temp. máx. abs. (°C)                                                                 | 4.5                                                                                  | 5.6                                                                                  | 15.8                                                                                 | 29.5                                                                                 | 33.5                                                                                 | 37.5                                                                                 | 38.9                                                                                 | 39.0                                                                                 | 32.3                                                                                 | 23.4                                                                                 | 15.0                                                                                 | 6.1                                                                                  | 39.0                                                                                 |
| Temp. máx. media (°C)                                                                | -7.1                                                                                 | -6.3                                                                                 | 0.3                                                                                  | 10.5                                                                                 | 19.7                                                                                 | 23.6                                                                                 | 25.8                                                                                 | 23.5                                                                                 | 16.8                                                                                 | 8.5                                                                                  | -0.3                                                                                 | -5.4                                                                                 | 9.1                                                                                  |
| Temp. media (°C)                                                                     | -10.0                                                                                | -9.7                                                                                 | -3.3                                                                                 | 5.8                                                                                  | 14.0                                                                                 | 18.3                                                                                 | 20.5                                                                                 | 18.3                                                                                 | 12.3                                                                                 | 5.3                                                                                  | -2.5                                                                                 | -8.0                                                                                 | 5.1                                                                                  |
| Temp. mín. media (°C)                                                                | -12.8                                                                                | -12.7                                                                                | -6.5                                                                                 | 1.9                                                                                  | 9.0                                                                                  | 13.5                                                                                 | 15.8                                                                                 | 13.9                                                                                 | 8.7                                                                                  | 2.7                                                                                  | -4.5                                                                                 | -10.5                                                                                | 1.5                                                                                  |
| Temp. mín. abs. (°C)                                                                 | -46.8                                                                                | -39.9                                                                                | -31.7                                                                                | -27.2                                                                                | -6.5                                                                                 | -1.4                                                                                 | 2.6                                                                                  | 1.0                                                                                  | -5.4                                                                                 | -23.4                                                                                | -36.6                                                                                | -43.9                                                                                | -46.8                                                                                |
| Precipitación total (mm)                                                             | 46                                                                                   | 37                                                                                   | 38                                                                                   | 34                                                                                   | 38                                                                                   | 57                                                                                   | 62                                                                                   | 55                                                                                   | 50                                                                                   | 54                                                                                   | 45                                                                                   | 50                                                                                   | 566                                                                                  |
| Días de lluvias (≥ 1 mm)                                                             | 3                                                                                    | 2                                                                                    | 4                                                                                    | 11                                                                                   | 15                                                                                   | 18                                                                                   | 16                                                                                   | 16                                                                                   | 18                                                                                   | 17                                                                                   | 10                                                                                   | 5                                                                                    | 135                                                                                  |
| Días de nevadas (≥ 1 mm)                                                             | 26                                                                                   | 22                                                                                   | 16                                                                                   | 6                                                                                    | 1                                                                                    | 0                                                                                    | 0                                                                                    | 0                                                                                    | 1                                                                                    | 7                                                                                    | 20                                                                                   | 24                                                                                   | 123                                                                                  |
| Horas de sol                                                                         | 49                                                                                   | 89                                                                                   | 150                                                                                  | 205                                                                                  | 282                                                                                  | 293                                                                                  | 291                                                                                  | 254                                                                                  | 160                                                                                  | 84                                                                                   | 41                                                                                   | 33                                                                                   | 1931                                                                                 |
| Humedad relativa (%)                                                                 | 84                                                                                   | 80                                                                                   | 76                                                                                   | 67                                                                                   | 58                                                                                   | 65                                                                                   | 68                                                                                   | 70                                                                                   | 75                                                                                   | 80                                                                                   | 85                                                                                   | 84                                                                                   | 74                                                                                   |
| Fuente n.º 1: Pogoda.ru.net                                                          |                                                                                      |                                                                                      |                                                                                      |                                                                                      |                                                                                      |                                                                                      |                                                                                      |                                                                                      |                                                                                      |                                                                                      |                                                                                      |                                                                                      |                                                                                      |
| Fuente n.º 2: NOAA (horas de sol 1961–1990)                                          |                                                                                      |                                                                                      |                                                                                      |                                                                                      |                                                                                      |                                                                                      |                                                                                      |                                                                                      |                                                                                      |                                                                                      |                                                                                      |                                                                                      |                                                                                      |

## Demografía

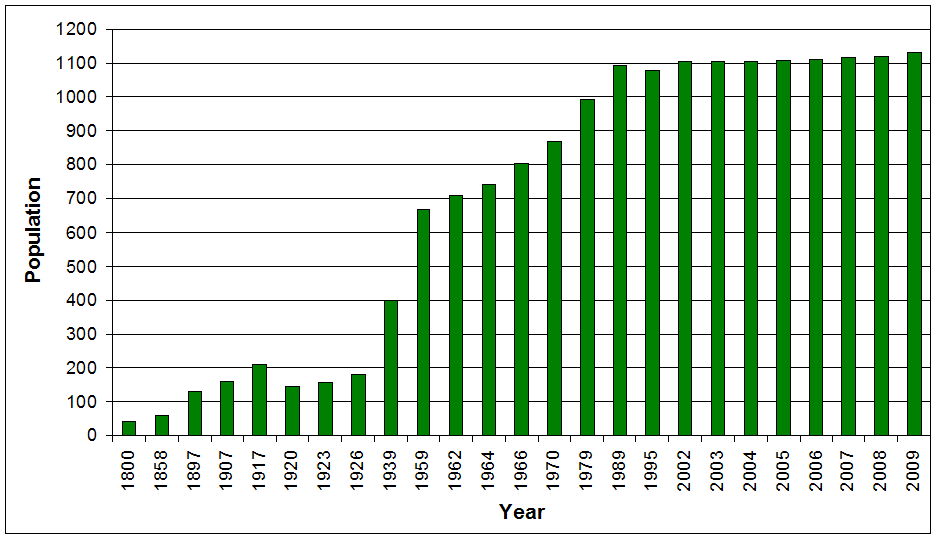
Tabla de la población de Kazán

La ciudad cuenta con 1.143.500 habitantes como población permanente, según los resultados preliminares del censo de 2010, pero como empadronados en Kazán hay 1.196.738 personas, según datos de ese mismo censo. El territorio de la ciudad de Kazán es de 425,3 km². Kazán es la tercera ciudad más grande de la región económica del Volga tras Nizni Nóvgorod y Samara. Kazán es, además, una de las aglomeraciones urbanas más grandes de la Federación de Rusia.
El área metropolitana de Kazán, diseñada en 2009 por el Ministerio de Economía de la República de Tatarstán, coincide geográficamente con el Área Metropolitana Económica de la República de Tatarstán, donde además de Kazán cuenta con seis distritos municipales de la República. Bajo el esquema de la planificación territorial de la República de Mari-El, en el área metropolitana de Kazán también se incluye las ciudades de Volzhsk y Zvenígovo. La población total del área metropolitana es de 1,56 millones de habitantes.

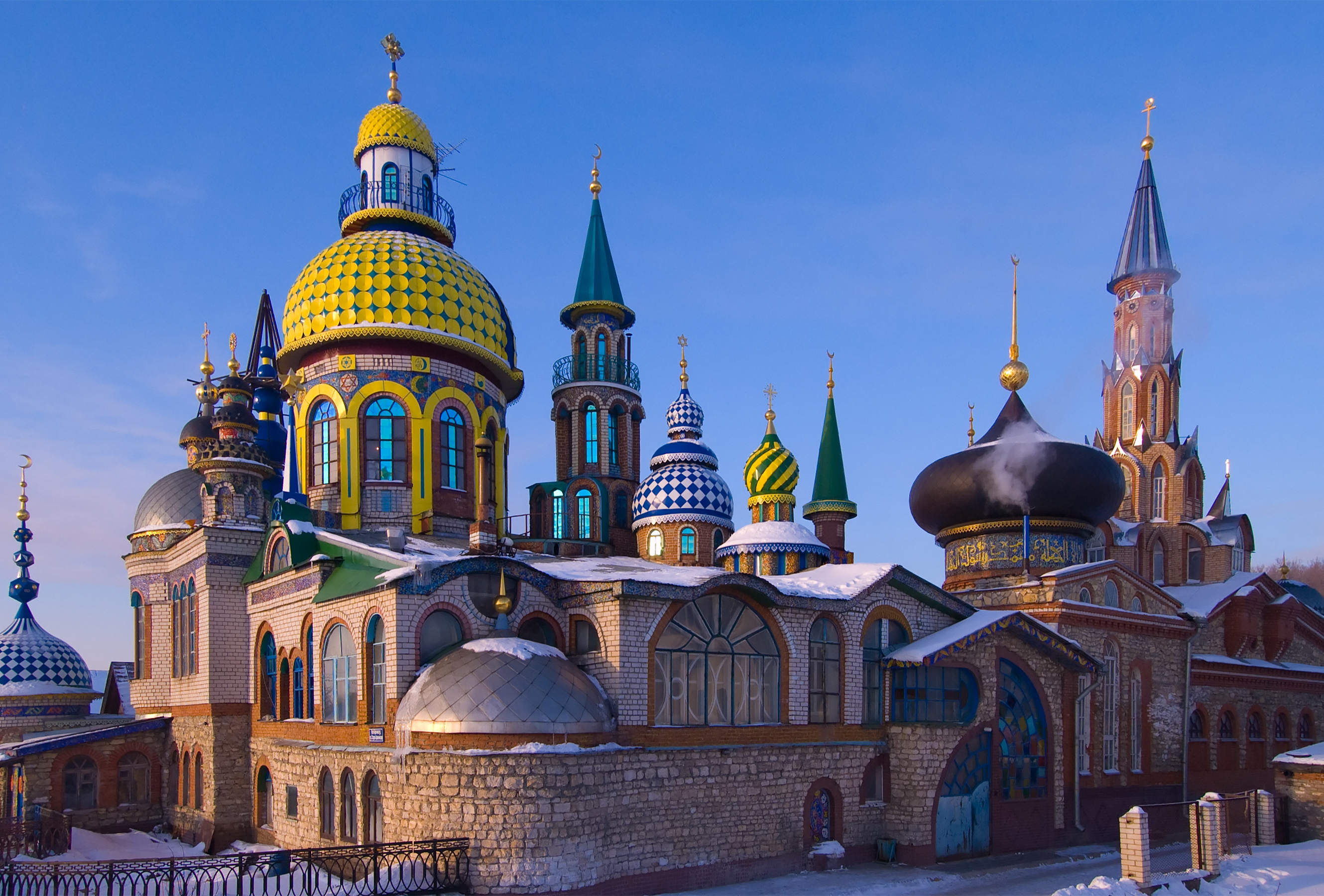
El Templo de todas las Religiones, un centro cultural en Kazán.

### Etnias, lenguas y religiones
Kazán es una de las zonas con mayor diversidad étnica de la Federación de Rusia, pues hay representantes de más de 115 nacionalidades que viven en la ciudad. Los dos principales grupos étnicos en Kazán son rusos (48,6%) y tártaros (47,6%). Entre los cinco primeros también se incluyen chuvasios, ucranianos y azeríes. Las principales confesiones religiosas en Kazán son los suníes, la Iglesia ortodoxa junto a los católicos, protestantes, judíos o bahaístas.
En cuanto a las lenguas, el tártaro y el ruso son los idiomas oficiales y los más utilizados en Kazán. El ruso lo entiende prácticamente toda la población, mientras que el tártaro lo hablan, principalmente, los tártaros.[cita requerida]

## Economía
Kazán es uno de los mayores centros industriales, financieros, comerciales y turísticos de Rusia y es la capital económica de la región del Volga. En 2011, el producto interno bruto de la ciudad ascendió a 380 000 millones de rublos, el beneficio promedio fue de 22 300 millones de rublos, los ingresos del presupuesto municipal ascendían a 17 800 millones de rublos y los gastos del presupuesto 29 500 millones de rublos.
En 2010, las industrias manufactureras medianas y grandes enviaron mercancías de producción propia, obras y servicios por valor de 128 125 millones de rublos. Los sectores económicos más importantes fueron la ingeniería mecánica, química y petroquímica y la industria ligera e industria alimentaria. Entre las compañías más grandes en Kazán está el complejo químico Kazanorgsintez, la más antigua de Rusia; la Planta de Pólvora de Kazán y las tres compañías de la industria de la aviación: KAPO (fabricante del bombardero pesado supersónico Tu-160) Kazán Helicopters y KMPO, una de las empresas de aviación e ingeniería más grandes de Rusia.
Kazán es sede de seis de las 500 compañías más grandes en ingresos de Rusia. La superficie total de centros de negocios urbanos es de 330.000 m². De acuerdo con la suma del capital de sus propios bancos, Kazán ocupa el tercer lugar en Rusia, solo superada por Moscú y San Petersburgo.

## Educación

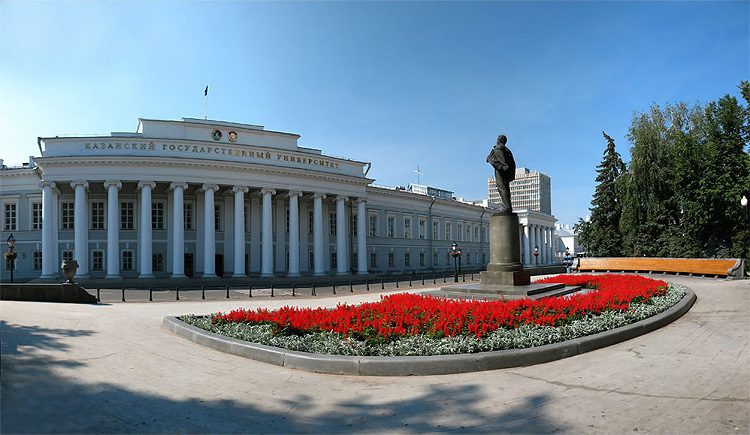
Universidad Estatal de Kazán

Hay 44 institutos de educación superior en Kazán, incluidas 19 sucursales de universidades de otras ciudades. Más de 140 000 estudiantes son educados en la ciudad. La Universidad Federal de Kazán (fundada en 1804) es la tercera universidad más antigua de Rusia después de la Universidad Estatal de San Petersburgo (1724) y la Universidad Estatal de Moscú (1755). En 2009, la UFK obtuvo el estatus Federal como la principal universidad de la región del Volga. Algunas otras universidades prominentes son:
- Universidad Estatal Técnica de Kazán – fundada en 1932. En 2009 obtuvo el estatus de universidad nacional
- Universidad Estatal de Medicina de Kazán – fundada en 1814 como departamento dentro de la Universidad Estatal de Kazan
- Universidad Estatal Tecnológica de Kazán – fundada en 1919 sobre la base de una escuela profesional preexistente
- Conservatorio de Kazán – fundado en 1945
- Academia Estatal de Cultura Física, Deporte y Turismo de la Región del Volga[22] fundada en julio de 2010 en el marco del XXVII Legado de la Universiada Mundial de Verano. La sucursal, ubicada en Náberezhnye Chelný, continuará funcionando.

Kazán es un importante centro científico en Rusia. Formó una gran cantidad de áreas científicas y escuelas (matemáticas, química, medicina, lingüística, geología, geobotánica, etc.). Los descubrimientos científicos son un tema de especial orgullo, que incluyen: la creación de geometría no euclidiana (Nikolái Lobachevski), el descubrimiento del elemento químico rutenio (Karl Ernst Claus), la teoría sobre la estructura de los compuestos orgánicos (Aleksandr Bútlerov), el descubrimiento de la resonancia paramagnética electrónica (Yevgueni Zavoiski) y la resonancia paramagnética acústica (Semión Altshuler) y muchas otras. La ciudad alberga:
- Centro de Ciencias de Kazán de la Academia de Ciencias de Rusia, desde 1945. Incluye 5 instituciones académicas.
- Academia de Ciencias de Tatarstán, desde 1991. Incluye 7 departamentos locales con 13 instituciones académicas (además, 21 organizaciones están bajo la guía de TAS) y una sucursal en Uliánovsk.[23]

## Cultura
Kazán es uno de los centros culturales más grandes de Rusia, preserva los logros clásicos y también contribuye al desarrollo de tendencias modernas y vanguardistas en muchas áreas de la cultura. La capital de Tartaristán se llama tradicionalmente "multicultural", lo que implica un enriquecimiento mutuamente beneficioso de la cultura rusa y tártara que coexiste pacíficamente. Con el apoyo de la UNESCO, se creó en Kazán el primer Instituto de Cultura de Paz del mundo.
Todos los años se celebran festivales internacionales en Kazán: el festival de ópera Chaliápinski, el ballet Nuríevski, el festival de música clásica Rajmáninovski, el festival de ópera al aire libre de otoño, el festival Concordia de música contemporánea o el festival literario Aksiónov-fest (por Vasili Aksiónov), entre otros. En 2014, Kazán organizó el Festival de la Canción de Turkvisión.
Hay muchos museos en la ciudad, incluidos 34 museos estatales, varias galerías públicas y privadas. El más grande y más diversificado de ellos es el Museo Nacional de la República de Tartaristán, fundado en 1894. Las exposiciones más valiosas de ciencias naturales, arqueológicas, etnográficas y muchas otras se encuentran en el edificio principal del museo, el antiguo Gostiny Dvor en 1800-1815. En el Kremlin de Kazán opera una sucursal del Museo del Hermitage: el centro Hermitage-Kazán. Además, uno de los museos más populares de la ciudad es el Museo de Bellas Artes, el Museo del Milenio de Kazán y muchas otras instituciones culturales.
En cuanto a las bibliotecas, existen varias docenas civiles, universitarias y de otro tipo en Kazán, entre las cuales una de las más antiguas y más grandes del país es la Biblioteca Nacional de la República de Tartaristán (que opera desde 1865 y tiene más de 3 millones de copias almacenadas) y la Biblioteca Científica N. Lobachevski en la Universidad Federal de Kazán (opera desde 1838 y tiene más de 5 millones de copias).
La ciudad tiene una gran cantidad de teatros. De los nueve teatros en Kazán, tres tienen el título de académico. Los más famosos y buscados entre ellos son: Teatro Académico Tártaro de Ópera y Ballet Musá Cälil (sede de festivales internacionales de teatro y música), el Teatro Académico Tártaro Galiaskar Kamal, Teatro Académico de Drama Ruso Bolshói de Kazán V.I. Kachálov.

### Monumentos
La ciudad cuenta con una hermosa fortaleza (Kremlin de Kazán), que en 2000 fue declarada por la Unesco Patrimonio de la Humanidad; engloba monumentos tales como la Catedral de la Anunciación (1561-1562) y la inclinada Torre Siuyumbiké, que recibió su nombre de la última reina de Kazán y constituye el símbolo de la ciudad.
También son de interés las murallas y las torres también construidas durante los siglos XVI y XVII, y la Casa del Gobernador (1843-1853), ahora sede de la presidencia de la República de Tartaristán.
A corta distancia se encuentran la catedral barroca de San Pedro y San Pablo y la mezquita de Märcani, ambas del siglo XVIII.
El centro de Kazán está dividido en dos distritos por el canal Bolaq y el lago Kabán. El primero, Qazan Bistäse o Kazanski Posad (Казанский Посад), históricamente ruso, está situado en la parte alta.
El segundo, İske Tatar Bistäse o Staro-Tatárskaya Slobodá (Старо-Татарская Слобода), históricamente tártaro, está situado entre el Bolaq y el río Volga.
Las mezquitas (como las de Nurullah, Soltán, Apanay, Äcem, Märcani, İske Taş, Zäñgär) están en el distrito tártaro, mientras que las iglesias, como la Blagovéschenskaya, la Varvárinskaya, la Nikólskaya, o la Tíjvinskaya, se encuentran principalmente en la parte rusa.
A principios de los años noventa, la mayor parte del centro de Kazán estaba constituida por edificaciones de madera. Se llevó a cabo un programa para realojar a sus habitantes en barrios de nueva construcción, dado que la calidad y los servicios con que contaban dichas viviendas eran bastante deficientes. Casi 100.000 habitantes de la ciudad fueron realojados con este programa.

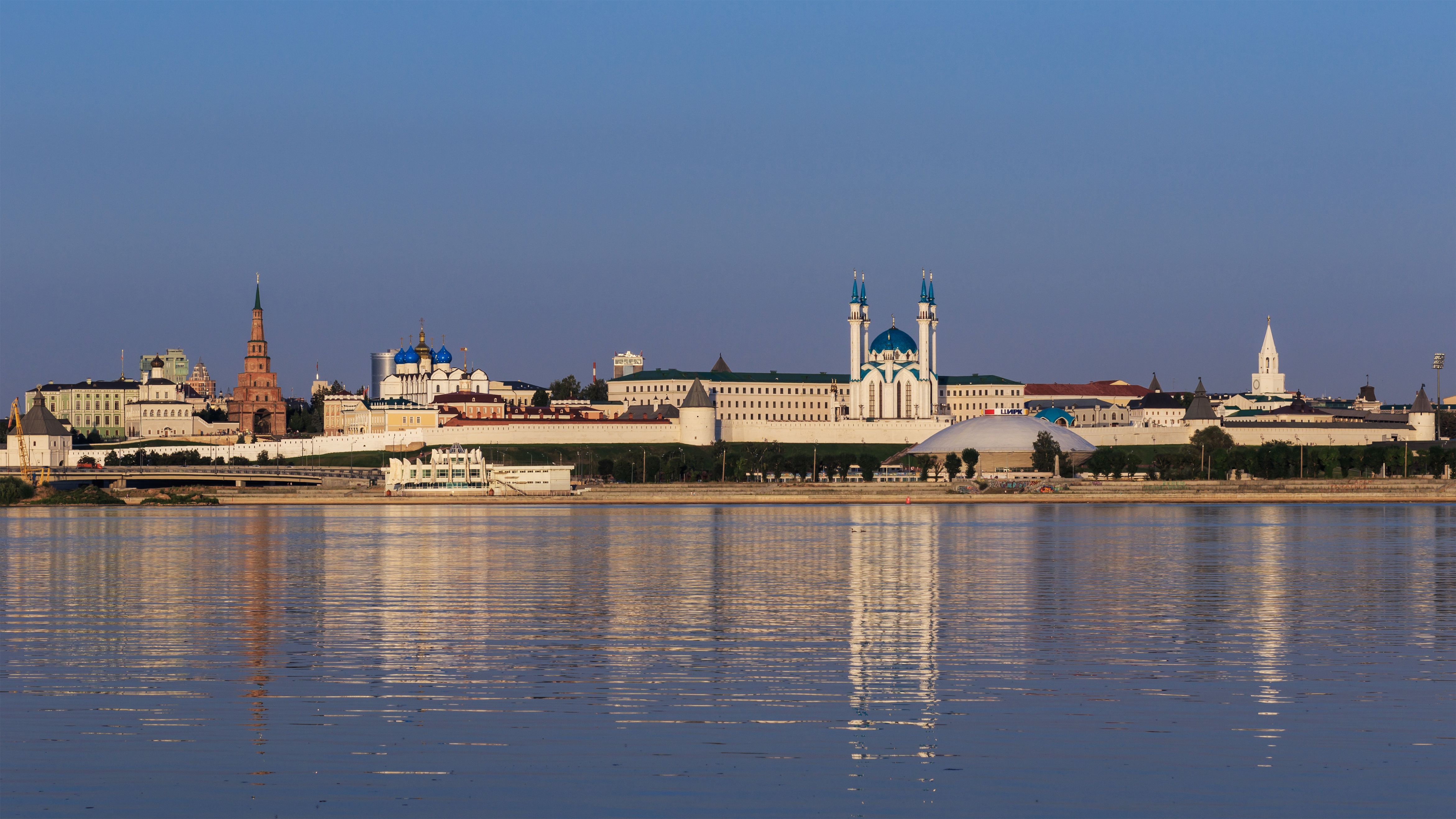
Kremlin de Kazán.

## Transporte
- Estación de Kazán–Passazhírskaya
- Aeropuerto Internacional de Kazán
- Metro de Kazán

## Deportes

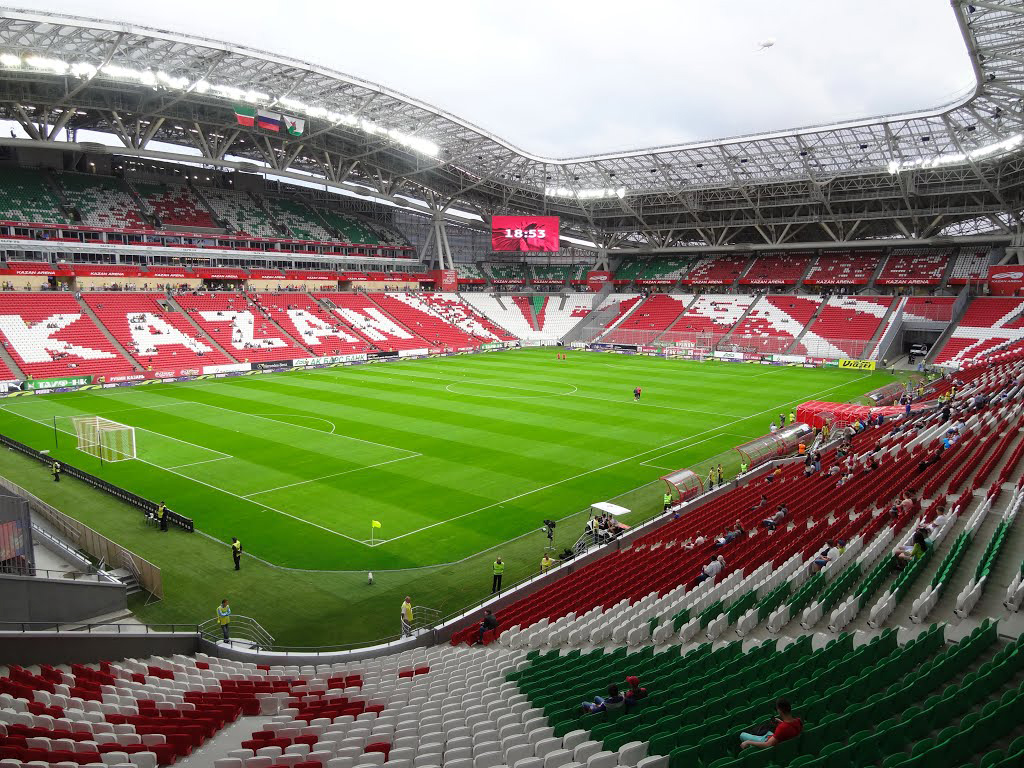
Kazán Arena
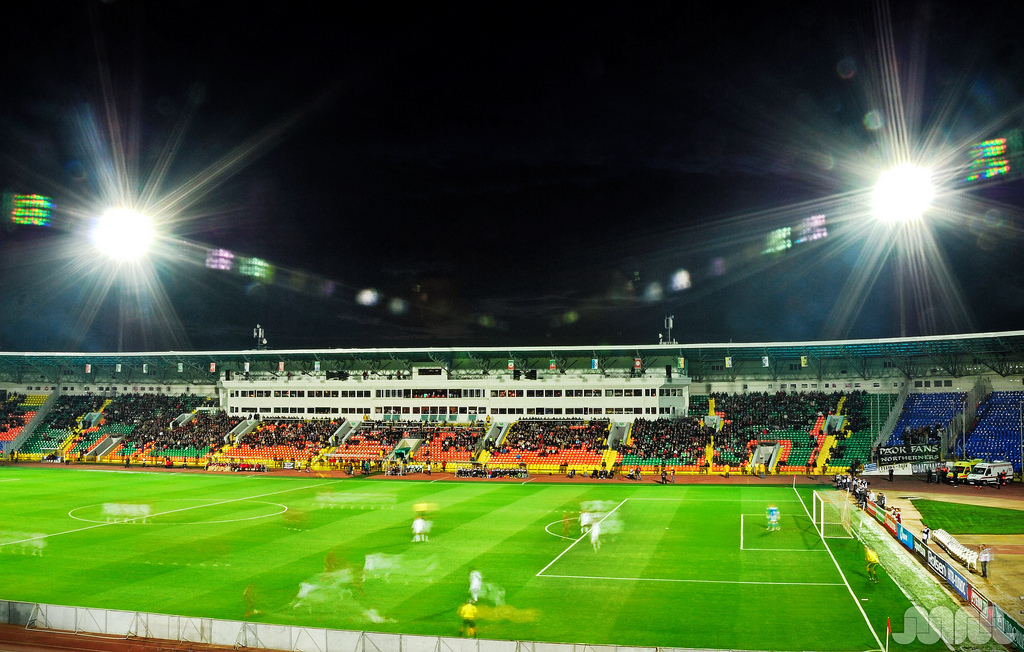
Estadio Central (Kazán)

Kazán albergó la Universiada de 2013, en el verano de 2015 albergó el XVI Campeonato del Mundo de Natación, en 2016 el Campeonato Europeo de Judo de 2016 y también fue una de las sedes de la Copa Mundial de Fútbol de 2018.
La ciudad cuenta con un equipo de fútbol local, el FC Rubín Kazán, que fue bicampeón de la Liga Premier de Rusia el año 2008 y 2009 y que hace de local en el Estadio Central de Kazán, con capacidad para 30.133 espectadores y el Kazán Arena que fue sede de la Copa Mundial
| Predecesor: Shenzhen | Universiadas 2013 | Sucesor: Gwangju |

## Relaciones internacionales

### Oficina de la Embajada
- Oficina de la Embajada de Bielorrusia[26]

### Consulados
En Kazán hay dos consulados, que son los siguientes:
- Consulado General de Irán.
- Consulado General de Turquía.

### Centros de visados
- Centro de visados de Italia en Kazán.[28]
- Conjunto de Solicitud de visados de la Unión Europea para:
  -  Bulgaria
  -  República Checa
  -  Dinamarca
  -  Finlandia
  -  Grecia
  -  Islandia
  -  Malta
  -  Países Bajos
  -  España[29]

### Ciudades hermanadas
Kazán está hermanada con las siguientes ciudades:
| - Al Qalyubiyah (Egipto), desde 2001 - Al Minufiyah (Egipto), desde 1997 - Antalya (Turquía), desde 2003 - Astaná (Kazajistán), desde 2004 - Braunschweig (Alemania), desde 1988 - College Station, Texas (Estados Unidos), desde 1990 | - Donetsk (Rusia), desde 2002 - Eskişehir (Turquía), desde 1997 - Hangzhou (República Popular China), desde 2002 - Estambul (Turquía), desde 2002 - Tabriz (Irán), desde 2009 |

Además, Kazán mantiene acuerdos de colaboración con las siguientes ciudades o regiones:
| - Almaty (Kazajistán), desde 1996 - Arcángel (Rusia), desde 1999 - Astracán (Rusia), desde 1997 - Bakú (Azerbaiyán), desde 2003 - Biskek (Kirguistán), desde 1998 - Cheliábinsk (Rusia), desde 2002 - Evpatoria (Ucrania), desde 1998 - Ivánovo (Rusia), desde 1997 - Jūrmala (Letonia), desde 2002 - Kabul (Afganistán), desde 2005 - Krasnoyarsk (Rusia), desde 2001 - Nizni Nóvgorod (Rusia), desde 1997 - Oriol (Rusia), desde 2010 | - Orenburg (Rusia), desde 2001 - Samara (Rusia), desde 1998 - Sarátov (Rusia), desde 1999 - Provincia de Shumen (Bulgaria), desde 2003 - Taskent (Uzbekistán), desde 1998 - Ufá (Rusia), desde 1999 - Ulan-Ude (Rusia), desde 2003 - Uliánovsk (Rusia), desde 1998 - Urbino (Italia), desde 2001 - Volgogrado (Rusia), desde 2005 - Yaroslavl (Rusia), desde 2003 - Yoshkar-Olá (Rusia), desde 2002 |  |